# Simeto
El Simeto (siciliano: Simetu) es el principal río de Sicilia (Italia insular) desde el punto de vista hidrográfico y antrópico: su cuenca hidrográfica está habitada por más de un millón de personas, comprendiendo también la parte meridional del área metropolitana de Catania. Es sólo el segundo río de la isla por longitud después del Salso/Imera Meridionale con 113 km de curso pero es de gran anchura el primero por extensión de la cuenca hidrográfica (casi 4.186 km² el doble del Imera) y caudal en la desembocadura (mínima 1 m³/s, media 25 m³/s y máxima absoluta 5.000 m³/s).

Todo el curso del río está comprendido dentro de la provincia de Catania, mientras su cuenca se extiende también por las provincias de Messina y de Enna. Su fuente se encuentra cerca de Bronte, de la unión de varios arroyos de los montes Nebrodi. Después de recibir su primer afluente, el Troina, el río comienza a correr hacia el sur por un espectacular cañón de lava de erupciones del monte Etna. Cerca de Adrano, Simeto constituye la frontera entre la provincia de Catania y la de Enna, y recibe el Salso, luego fluye cerca de Paternò.
El tramo final de Simeto es más lento y sinuoso, estando todo él incluido en la llanura de Catania; sus últimas confluencias se encuentran dentro del Dittaino y el Gornalunga, antes de desembocar en el mar Jónico al sur del área metropolitana de Catania.